# خوزه آنخل زیگاندا
خوزه آنخل زیگاندا (اسپانیایی: José Ángel Ziganda‎؛ زادهٔ ۱ اکتبر ۱۹۶۶) بازیکن سابق و مربی فوتبال اهل اسپانیا است.
از باشگاه‌هایی که در آن بازی کرده‌است می‌توان به باشگاه فوتبال اوساسونا و اتلتیک بیلبائو اشاره کرد.
وی همچنین در تیم ملی فوتبال اسپانیا ۲ بازی انجام داده است.